# Karl von Hahn (Theaterleiter)
Karl Friedrich Graf von Hahn, bis 1802: Karl Friedrich Hahn, auch von Hahn-Neuhaus (* 18. Mai 1782 in Remplin; † 21. Mai 1857 in Altona) war ein deutscher Gutsbesitzer, Theaterdirektor und mecklenburgischer Erblandmarschall. Er war als der „Theatergraf“ bekannt, leitete verschiedene Theater und Schauspielgruppen in Norddeutschland und trat auch gelegentlich als Schauspieler auf. Für seine Theaterleidenschaft, die sein ganzes Leben andauerte, opferte er sein gesamtes Vermögen.

## Leben
Karl (von) Hahn (Nr. 363 der Geschlechtszählung, von der Grafung des Vaters 1802 mitbetroffen) war der vierte Sohn des Gutsbesitzers, Naturphilosophen und Astronomen Friedrichs II. Graf von Hahn und dessen Ehefrau Wilhelmine Christine, geb. von Both (1744–1801). Finanziell exzellent ausgestattet wuchs Hahn als mittlerer von drei verbliebenen Söhnen seiner Eltern im alten Schloss Remplin auf.
1790 schickte ihn der Vater nach Stockholm, wo er Leibpage des Königs Gustav III. von Schweden wurde. 1792 wurde er während eines Maskenballs Zeuge des Attentats auf den König. Hahn kehrte nach dem Tod des Königs nach Remplin zurück und wurde bald darauf an den Schweriner Hof geschickt, wo er sich mit dem späteren Erbgroßherzog Friedrich Ludwig von Mecklenburg-Schwerin anfreundete.
1799 lebten Hahn und sein Bruder Ferdinand (1779–1805) in Hamburg. Ab Herbst 1799 studierten beide Brüder an der Universität Greifswald Philosophie und Kameralwissenschaften.
Durch den Tod des Vaters (1805) und einige weitere Erbschaften durch Todesfälle in seinem nahen Familienumfeld wurde Hahn im ersten Dezennium des 19. Jahrhunderts zum größten privaten Grundbesitzer, den es jemals im alten Mecklenburg gegeben hat. Die Legende geht um, dass Hahn in Mecklenburg und Schleswig-Holstein 99 Güter und Pertinenzien besessen habe. Zeitgenössische Quellen sahen sein Privatvermögen im alten Kaiserreich nach dem des Fürstenhauses Esterházy auf einem der vordersten Plätze.
Bereits am Hof des Schwedenkönigs war seine Leidenschaft für das Theater entstanden und konnte sich in Hamburg und Greifswald weiterentwickeln. Das ihm nach dem Tod des Vaters 1805 zugefallene Vermögen nutzte er zunächst, um 1806 eine ehemalige Glashütte in Remplin zum eigenen Schauspielhaus umzubauen. An dem für 60.000 Taler errichteten Liebhabertheater hielt er sich eine eigene Theatertruppe und ließ berühmte Schauspieler wie August Wilhelm Iffland, Ferdinand Eßlair und Friederike Bethmann-Unzelmann für gute Gagen auftreten. Ein spontaner Besuch der preußischen Königin Luise beim Theatergrafen in Remplin (um 1805) mit einer eigens für sie arrangierten Theatervorstellung im dortigen Schlosspark, den Hahns Biograph (Meyer) nach Berichten aus zweiter Hand sehr theatralisch in Szene setzt und der seither durch die Literatur geistert, hat allerdings niemals stattgefunden und gehört ins Reich der Legenden um Hahn.
Bereits seit 1804 war er als Geldgeber an reisenden Schauspielgesellschaften beteiligt und leitete von 1806 bis 1807 das Hoftheater in Schwerin. Auf eigene Kosten folgte er dem Herzog 1806 mit der Theatertruppe nach Altona und 1807 zurück nach Mecklenburg. Er bewohnte um 1807 „in seiner Glanzperiode“ eines der größten Stadthäuser in Neubrandenburg, ohne jedoch dessen Eigentümer geworden zu sein.
Seine finanzielle Lage verschlechterte sich durch seine maßlose Verschwendungssucht dermaßen, dass seine Familie ihn 1808 für geschäftsunfähig erklären, unter Kuratel stellen und aller Ämter entheben ließ. Hahn musste fortan mit einer Jahresrente von – immerhin – 6000 Talern auskommen. In nur drei Jahren hatte er das riesige Vermögen seiner Familie, das seinen Vater zu einem der größten privaten Grundbesitzer Mecklenburgs gemacht hatte, fast vollständig für seine krankhafte Theaterbesessenheit verbraucht. 1808 belief sich der amtlich ermittelte Schuldenstand auf 1.175.471 Reichstaler, die Liste der Gläubiger zählte etwa 400 Namen. Im großen Hahnschen Güterkonkurs, der nicht mehr abzuwenden war, gingen der Familie 1816 Remplin und zahlreiche weitere Güter in Mecklenburg für immer verloren.

Einstiges Hahn-Neuhaus'sches Haus zu Lübeck

1813 ging Karl von Hahn nach Russland und nahm 1813 bis 1814 an den Befreiungskriegen teil. Dafür wurde er mit dem Johanniterorden und dem Wladimirorden ausgezeichnet.
1816 besuchte Hahn Putbus, die auf der Insel Rügen gerade im Entstehen begriffene Residenz seines Greifswalder Studienfreundes Fürst Malte zu Putbus, wo er an einer Marktecke ein repräsentatives Stadthaus und daneben das erste Putbuser Theater errichtete. Hahn gilt als „Initiator der ersten Putbuser Theaterambitionen“. Sein Vorschlag führte 1821 zum Bau des heutigen Theatergebäudes in Putbus mit 324 Plätzen.
1817 übernahm er das Altonaer Theater, das er offiziell durch den Schauspieler Fr. A. Ruhland leiten ließ. Er engagierte die besten Schauspieler und Sänger, was dem Stadttheater eine glanzvolle, aber kurze Periode bescherte. Von 1821 bis 1824 war er Theaterdirektor in Lübeck, in den Jahren 1829 bis 1831 in Stralsund und Greifswald und 1833 am Stadttheater in Magdeburg. Hier wurde er bei einem Streit vom Schauspieler Wilhelm Kunst mit gezogener Klinge über den Breiten Weg gejagt. Von 1834 bis 1836 war er in Altenburg, Erfurt, Meiningen und anderen Orten tätig. Erneut war er 1837 bis 1838 in Altona. Von einer Krankheit genesen, war er von 1839 bis 1841 wieder in Lübeck, anschließend von 1841 bis 1843 in Kiel tätig. Es folgten das Aktientheater in Hamburg-Sankt Pauli, Hildesheim, Verden und zuletzt 1856 Sommerhude bei Altona.
Wegen einer Gichterkrankung verbrachte er dort zurückgezogen sein letztes Lebensjahrzehnt. Für das Theater war er noch als Berater und Mäzen tätig, wofür er den Rest seines Vermögens verbrauchte. Er starb elend und völlig verarmt.
Als Schauspieler trat Karl von Hahn vor allem an seinem Theater in Remplin auf, später übernahm er nur gelegentlich kleinere Rollen. Dafür widmete er sich hauptsächlich den organisatorischen Dingen, aber auch Tätigkeiten wie Requisiteur und Maskenbildner. Seine Theatervorhaben scheiterten meist an seinem wirtschaftlichen Unvermögen. Zu seiner Lebensgeschichte sind zahlreiche Anekdoten aufgezeichnet worden, die aber nicht immer belegbar sind.
Karl Graf von Hahn war seit 1804 verheiratet mit Sophie (Louise) von Behr. 1809 reichte sie die Scheidung ein und zog mit den Kindern nach Rostock, Neubrandenburg und schließlich nach Greifswald. Von seinen vier Kindern wurde seine älteste Tochter Ida Hahn-Hahn als Schriftstellerin bekannt.
Über ein Zusammentreffen mit ihrem Vater ein knappes Jahr vor dessen Tod berichtete Ida Hahn-Hahn ihrem Bruder Ferdinand:  „Vorgestern kam Vater auf eine Stunde von Wiesbaden herüber - jämmerlich auf den Füßen, so daß es beängstigend ist ihn gehen zu sehen; aber sonst ganz unverändert u ohne irgend eine Spur vom s. g. Schlaganfall, der gewiß nur ein Schwindel war. Der Dr. Schubart ist ein kleines grelläugiges Männlein; ob ein tüchtiger Arzt? aber gegen Gicht u 74 Jahre giebts auch kein Mittel! Wie das komisch ist, wenn Vater davon spricht, wie er sich einschränken müsse, z. B. niedrige Zimmer bewohnen wegen der Heizung; auf dem 3ten Eisenbahnplatz reisen, etc. kann ich gar nicht beschreiben.“ Und nach Karl Hahns Tod schrieb sie an den Bruder: „Ach, lieber Bruder, welchen andern Schmerz könnten wir wol bei diesem Tode empfinden, als den - um des Verstorbenen vergeudetes Leben. Gewiß ist es traurig keinen Vater zu haben; aber Millionen Mal trauriger ihn nie gehabt zu haben! - Er hat nun vor Gott Rechenschaft ablegen müssen über seine Seele u über die Seelen seiner Kinder! Möge er ein gnädiges Gericht gefunden haben. Möge die Zeit u die Welt in welcher er geboren ward u aufwuchs eine Entschuldigung für die schauerliche Gottentfremdung seines ganzen Lebens abgegeben haben; - denn das ist wol gewiß, daß die eine, die volle Wahrheit, ihm nie nahe getreten ist.“

## Nachkommen
Karl von Hahn heiratete im Jahr 1804 Sophie (Louise), geb. von Behr (1783–1857), Tochter des Landschaftsdirektors Felix Gustav von Behr, Erbherr auf Vargatz und Dönnie, und dessen Ehefrau Hedwig Louise von Genzkow. Das Paar, das 1809 geschieden wurde, hatte folgende Kinder:
- Ida (Marie Louise Gustave) (1805–1880; Nr. 367 der Geschlechtszählung)
- (Adolphine Auguste Antonie Sophie) Clara (1806–1858; Nr. 368 der Geschlechtszählung)
- Louise (Caroline Francisca), vermählte Wollenburg (1808–1871; Nr. 369 der Geschlechtszählung)
- Ferdinand (Götz Gustav Adolph Otto Leopold) (1809–1888; Nr. 370 der Geschlechtszählung), dänischer Hofjägermeister

## Briefe
- 1 Brief Karl v. Hahn an seiner Tochter Ida Hahn-Hahn. 10. Dezember 1855[12]